# Harpactocrates intermedius
Harpactocrates intermedius là một loài nhện trong họ Dysderidae.
Loài này thuộc chi Harpactocrates. Harpactocrates intermedius được miêu tả năm 1915 bởi Dalmas.